# Wasserstraßen- und Schifffahrtsamt Mannheim
Das Wasserstraßen- und Schifffahrtsamt Mannheim (WSA Mannheim) war ein Wasserstraßen- und Schifffahrtsamt in Deutschland. Es gehörte zum Dienstbereich der Generaldirektion Wasserstraßen und Schifffahrt, vormals Wasser- und Schifffahrtsdirektion Südwest.
Durch die Zusammenlegung der Wasserstraßen- und Schifffahrtsämter Mannheim und Freiburg ging es am 22. Oktober 2019 im neuen Wasserstraßen- und Schifffahrtsamt Oberrhein auf.

## Zuständigkeitsbereich

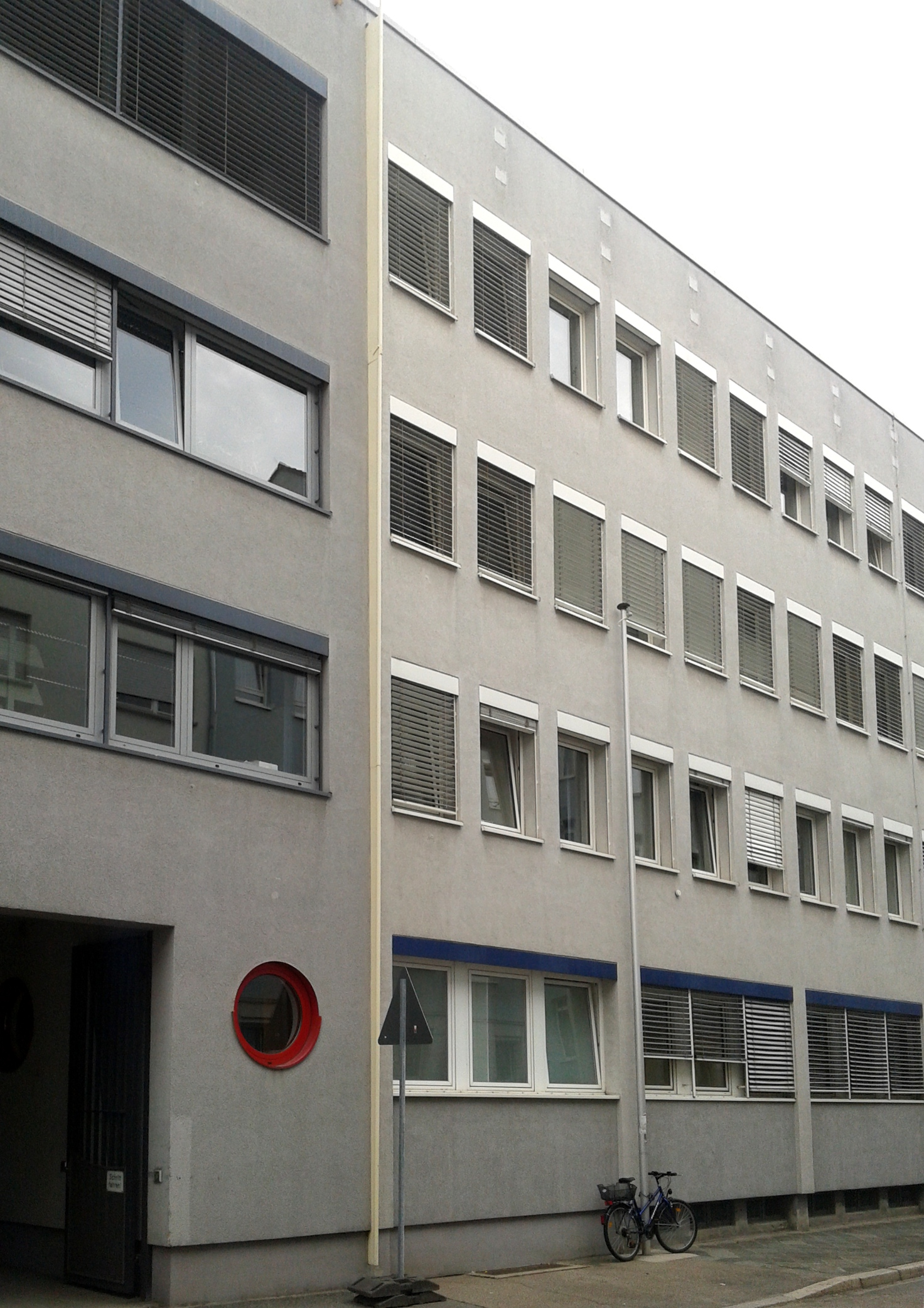
Dienstgebäude in Mannheim

Das Wasserstraßen- und Schifffahrtsamt Mannheim war ab 1965 zuständig für die Bundeswasserstraßen Rhein von der deutsch-französischen Grenze bis Mainz (Weisenauer Brücke der A 60), die Altrheine Lampertheim und Stockstadt-Erfelden und den Neckar von der Mündung in den Rhein bis zur Abzweigung des Seitenkanals in Mannheim. Zum 1. Januar 1965 war das Wasser- und Schiffahrtsamt Speyer  aufgelöst und seine Zuständigkeit vom Wasser- und Schifffahrtsamt Mannheim übernommen worden.

## Aufgabenbereich
Zu den Aufgaben des Wasserstraßen- und Schifffahrtsamtes Mannheim gehörten:
- Unterhaltung der Bundeswasserstraßen im Amtsbereich
- Betrieb und Unterhaltung baulicher Anlagen, z. B. Schleusen, Wehre und Brücken
- Aus- und Neubau
- Unterhaltung und Betrieb der Schifffahrtszeichen
- Messung von Wasserständen
- Übernahme strom- und schifffahrtspolizeilicher Aufgaben.

## Außenbezirke
Zum Wasserstraßen- und Schifffahrtsamt Mannheim gehörten die Außenbezirke in Karlsruhe, Speyer und Worms. Zum Außenbezirk in Worms gehörte auch die Außenstelle in Oppenheim.
- Der Außenbezirk Karlsruhe war zuständig für den Rhein von Rhein-km 352,07 (deutsch-französischen Grenze) bis Rhein-km 393,4.
- Der Außenbezirk Speyer war zuständig für Rhein-km 393,4 bis Rhein-km 432,0 sowie den Neckar von der Mündung in den Rhein (Neckar-km 0,0) bis zur Abzweigung des Seitenkanals in Mannheim (Neckar-km 4,6).
- Der Außenbezirk Worms mit der Außenstelle Oppenheim war zuständig für:
  - Rhein-km 432,000 – 493,500
  - Lampertheimer Altrhein km 0,000 – 4,700
  - Stockstadt-Erfelder Altrhein km 0,000 – 9,800
  - Oppenheimer Hafen bei Rhein-km 480,500
  - Goldgrundhafen (Altarm, Einmündung bei Rhein-km 484,030)
  - Mühlarm Nackenheim und Nachengasse (Nebenarm, Abzweig bei Rhein-km 484,900, Einmündung bei Rhein-km 488,300)

## Kleinfahrzeugkennzeichen
Den Kleinfahrzeugen im Bereich des Wasserstraßen- und Schifffahrtsamtes Mannheim wurden Kleinfahrzeugkennzeichen mit der Kennung MA zugewiesen.